# 철권 6: 블러드라인 리벨리온
《철권 6: 블러드라인 리벨리온》(Tekken 6: Bloodline Rebellion)은 철권 6의 확장판이다. 새로운 아이템, 스테이지, 등장 인물, 커스텀 옵션 등의 요소가 추가되었다. 2008년 12월 18일 일본 아케이드에 등장했다.
그리고 이듬해인 2009년 10월 29일 플레이스테이션3, XBOX360 버전으로 이식하여 판매가 되었다. 출시 초창기 인터넷 멀티 플레이가 원활하지 않아서 유저들로부터 불만을 사서 결국 연말에 온라인을 통한 부분적인 패치를 통해 이 문제를 해결해야 했다.

## 캐릭터
철권 6 BR에서는 새롭게 라스 알렉산더슨과 알리사 보스코노비치라는 신규 캐릭터가 추가되었다.
- 간류(성우 - 우가키 히데나리)
- 니나 윌리엄스(성우 - 메리 엘리자베스 맥글린)
- 데빌 진
- 라스 알렉산더손(성우 - 스와베 준이치)
- 레오 (철권)(성우 - 베로니카 테일러)
- 레이 우롱(성우 - 데이비드 제러마이아)
- 레이븐 (철권)(성우 - D. C. 더글러스)
- 로저 주니어
- 리 챠오랑(성우 - 오키아유 료타로)
- 리리 로슈포르(성우 - 조이 제이컵슨)
- 링 샤오유(성우 - 토마 유미)
- 마샬 로우(성우 - 데이비드 빈센트)
- 모쿠진
- 미겔 카바예로 로호(성우 - 리엄 오브라이언)
- 미시마 카즈야(성우 - 시노하라 마사노리)
- 미시마 헤이하치(성우 - 고리 다이스케)
- 밥 (철권)(성우 - 페트릭 사이츠)
- 백두산 (철권)(성우 - 윤병화)
- 브라이언 퓨리(성우 - 데이비드 쇼플리)
- 브루스 어빈(성우 - 크리스핀 프리먼)
- 스티브 폭스(성우 - 지전 에머리)
- 알리사 보스코노비치(성우 - 마츠오카 유키)
- 아머 킹
- 아자젤(성우 - 리차드 엡카<시나리오 켐페인>)
- 안나 윌리엄스(성우 - 렌 하르트)
- 에디 골도(성우 - 로저 크레이그 스미스)
- 왕 진레이(성우 - 후치엔)
- 요시미츠 (게임 캐릭터)(성우 - 세키 토모카즈)
- 자피나(성우 - 리즐 윌카손)
- 잭6(성우 - 긴가 반조)
- 줄리아 창(성우 - 애니 우드)
- 카자마 아스카(성우 - 시라이시 료코)
- 카자마 진(성우 - 치바 잇신)
- 쿠마 (철권)
- 크레이그 머독(성우 - 존 디마지오)
- 크리스티 몬테이로(성우 - 로라 베일리)
- 킹 (철권)
- 팬더 (철권)
- 펭 웨이(성우 - 촨인링)
- 폴 피닉스(성우 - 에릭 켈소)
- 화랑 (철권)(성우 - 엄상현)